# Damir Martin
Damir Martin (Vukovar, 14. srpnja 1988.), hrvatski je veslač, dvostruki svjetski i europski prvak, te osvajač dvije olimpijske medalje: srebrnog odličja na Olimpijskim igrama 2012. godine u Londonu., te brončane medalje na Olimpijskim igrama 2020 u Tokiju. 2016. godine postao je prvi Europljanin s vremenom ispod 6:40.0 u M1x.

## Veslačka karijera
Damir Martin došao je u Zagreb iz Vukovara kao prognanik u studenom 1991. godine nakon pada grada. Kada mu je bilo jedanaest godina počeo je trenirati veslanje u VK Zagrebu, a nakon toga je prešao u VK Trešnjevka. Nakon Olimpijskih igara 2016. prelazi iz VK Trešnjevka u VK Croatia. 
Osvajač je zlatne medalje sa svjetskog prvenstvu 2010. godine na Novom Zelandu u četvercu zajedno s Davidom Šainom, Martinom i Valentom Sinkovićem.
Najbolji rezultat na ergometru 2000m mu je 5:48.4.

## Ostvareni rezultati
- olimpijske medalje: 2 srebra, 1 bronca
- medalje na svjetskim prvenstvima: 2 zlata, 1 bronca
- medalje na europskim prvenstvima: 2 zlata, 3 srebra
- medalje na svjetskim prvenstvima za juniore: 1 srebro
- medalje na svjetskim prvenstvima za ml. seniore: 2 zlata

### Olimpijske igre
- olimpijske igre - London, GBR 2012. - srebro, četverac na pariće (s Martinom i Valentom Sinkovićem, Davidom Šainom)
- olimpijske igre -  Rio de Janeiro, BRA 2016. - srebro, samac (skif)
- olimpijske igre - Tokio, JPN 2020 - bronca, samac (skif)

### Svjetska prvenstva
- svjetsko prvenstvo u veslanju - Karapiro, NZL 2010. - zlato, četverac na pariće (s Martinom i Valentom Sinkovićem, Davidom Šainom)
- svjetsko prvenstvo u veslanju - Chungju, KOR 2013. - zlato, četverac na pariće (s Martinom i Valentom Sinkovićem, Davidom Šainom)
- svjetsko prvenstvo u veslanju - Bled, SLO 2011. - bronca, četverac na pariće (s Martinom i Valentom Sinkovićem, Davidom Šainom)

### Europska prvenstva
- europsko prvenstvo u veslanju - Poznan, POL 2015. - zlato, samac (skif)
- europsko prvenstvo u veslanju - Brandenburg, GER 2016. - zlato, samac (skif)
- europsko prvenstvo u veslanju - Montemor-o-Velho, POR 2010. - srebro, četverac na pariće (s Martinom i Valentom Sinkovićem, Davidom Šainom)
- europsko prvenstvo u veslanju - Varese, ITA 2012. - srebro, samac (skif )
- europsko prvenstvo u veslanju - Račice, ČEŠ 2017. - srebro, samac (skif )

### Svjetska prvenstva za juniore ( U-18 ) i mlađe seniore ( U-23 )
- svjetsko prvenstvo u veslanju U-18 - Amsterdam, NED 2006. - srebro, dvojac na pariće ( s Valentom Sinkovićem )
- svjetsko prvenstvo u veslanju U-23 - Račice, CZE 2009. - zlato, četverac na pariće (s Martinom i Valentom Sinkovićem, Davidom Šainom)
- svjetsko prvenstvo u veslanju U-23 - Brest, BLR 2010. - zlato, četverac na pariće (s Martinom i Valentom Sinkovićem, Davidom Šainom)

## Ostalo
- "Pet na pet" kao gost natjecatelj (2016.)

## Vanjske poveznice
- Zlato za hrvatski četverac  Arhivirana inačica izvorne stranice od 27. lipnja 2010. (Wayback Machine) HRT.hr
- Doček svjetskih prvaka!!![neaktivna poveznica] vkt.hr Službene stranice VK Trešnjevka
- (engl.) A quad for the future and the present  Arhivirana inačica izvorne stranice od 6. studenoga 2010. (Wayback Machine) Worldroving.org
- M. M.: Foto-finiš: Evo dokaza da je Damiru Martinu ukradeno zlato, MaxPortal, 14. kolovoza 2016.